# Cédronelle
Cedronella canariensis
Espèce
Classification phylogénétique
La Cédronelle, Cedronella canariensis, également appelée Baume de Galaad, est une espèce de plantes à fleurs de la famille des Lamiaceae. C'est une plante vivace, aromatique et médicinale originaire de Macaronésie. Elle manifeste une senteur camphrée. Sa floraison est rose, en été.
Cette plante est utilisée en parfumerie ainsi qu'en cuisine.